# 渡辺町中釜戸
渡辺町中釜戸（わたなべまち なかかまど）は、福島県いわき市の大字である。郵便番号は972-8337。

## 地理
いわき市南東部の小名浜地区に属する。北で渡辺町上釜戸、常磐藤原町、東で渡辺町泉田、南で渡辺町松小屋、西で江畑町とそれぞれ隣接する。概ね町村制施行以前の菊多郡中釜戸村の流れを汲む地域である。二級水系藤原川支流の釜戸川中上流域を範囲とする。釜戸川が形成する谷あいの平地に水田が広がり、山裾に沿って住宅が建ち並ぶ。小名浜岡小名内に所在するいわき東警察署及び小名浜に所在する小名浜消防署がそれぞれ管轄にあたる。

### 主な字
字
- 諏訪前
- 大木田

- 石神
- 表前

- 松畑
- 川原子沢

### 河川
- 釜戸川（二級水系藤原川水系）

## 歴史
- 1879年1月27日 - 湯長谷藩領中釜戸村が福島県内における郡区町村制の施行により菊多郡の村となる[4]。
- 1889年4月1日 - 町村制の施行により中釜戸村が昼野村、泉田村、洞村、田部村、松小屋村、上釜戸村と合併し、菊多郡渡辺村が新たに発足する。旧中釜戸村域は渡辺村の大字となる[4]。
- 1896年4月1日 - 菊多郡と周辺郡との合併により石城郡が発足し、石城郡渡辺村となる[4]。
- 1954年3月31日 - 渡辺村が小名浜町、泉町、江名町と合併、磐城市が新たに発足し、磐城市の大字となる[4]。
- 1966年10月1日 - 磐城市が平市・常磐市・内郷市・勿来市、石城郡小川町・遠野町・四倉町・川前村・田人村・好間村・三和村、双葉郡久之浜町・大久村と合併しいわき市となり、いわき市小名浜地区の大字となる[4]。

## 世帯数と人口
2023年10月31日現在の世帯数と人口は以下の通りである。
| 大字         | 世帯数 | 人口  |
| ------------ | ------ | ----- |
| 渡辺町中釜戸 | 37世帯 | 102人 |

## 小・中学校の学区
市立小・中学校に通う場合、学区は以下の通りとなる。
| 番地 | 小学校               | 中学校             |
| ---- | -------------------- | ------------------ |
| 全域 | いわき市立渡辺小学校 | いわき市立泉中学校 |

## 交通

### 道路
- 福島県道240号釜戸小名浜線

## 施設
- 中釜戸のシダレモミジ（国の天然記念物）
- ヘレナ国際カントリー倶楽部（コースのごく一部）